# Henri Schwery
Henri Schwery   (Saint-Léonard, 14 de juny de 1932 - Saint-Léonard, 7 de gener de 2021) fou un cardenal suís, bisbe emèrit de Sion.

## Biografia
Ordenat prevere el 7 de juliol de 1957, rebé el nomenament de bisbe de Sion el 22 de juny de 1977, sent consagrat el 17 de setembre posterior.
Entre 1983 i 1988 va presidir la Conferència episcopal suïssa.
Va ser elevat a la dignitat cardenal·lícia pel Papa Joan Pau II al consistori del 28 de juny de 1991, sent nomenat cardenal prevere de Santi Protomartiri a Via Aurelia Antica. Al març d'aquell mateix any havia presentat els seus respectes i pregat davant del difunt arquebisbe Marcel Lefebvre (tot i estar excomunicat).
L'1 d'abril de 1995, als 63 anys, el Papa Wojtyła no acceptà la seva renúncia al càrrec de bisbe de Sion.
Schwery va ser un dels cardenals electors que van participar en el conclave de 2005, on s'escollí el Papa Benet XVI. El 14 de juny de 2012, en complir 80 anys, perdé el dret de participar en qualsevol conclave futur.